# Asociación Deportiva Municipal Pérez Zeledón
L'Asociación Deportiva Municipal de Pérez Zeledón és un club costa-riqueny de futbol de la ciutat de San Isidro de El General.
Va ser fundat el 1962 ascendint a segona divisió el 1976.
El 1988, Asociación Deportiva Municipal Generaleña ascendí a primera divisió i el 1991 l'Asociación Deportiva Pérez Zeledón fou campió de segona. Ambdós clubs es fusionaren en Asociación Deportiva Municipal de Pérez Zeledón.

## Palmarès
- Lliga costa-riquenya de futbol:[4]
  - Apertura 2017[5]